# Zanesville (Ohio)
Zanesville é uma cidade localizada no estado norte-americano de Ohio, no Condado de Muskingum.

## Demografia
Segundo o censo norte-americano de 2000, a sua população era de 25.586 habitantes.
Em 2006, foi estimada uma população de 25.361, um decréscimo de 225 (-0.9%).

## Geografia
De acordo com o United States Census Bureau tem uma área de
29,8 km², dos quais 29,1 km² cobertos por terra e 0,7 km² cobertos por água.

## Localidades na vizinhança
O diagrama seguinte representa as localidades num raio de 16 km ao redor de Zanesville.